# Asperuginoides
Asperuginoides là chi thực vật có hoa trong họ Cải.